# Fernand Saivé
Fernand Dieudonné Coussaint Julien Saivé (24 de maio de 1900 — 21 de abril de 1981) foi um ciclista belga que competia tanto em provas de estrada, quanto de pista. Se tornou profissional em 1925, permanecendo até o ano seguinte.

## Paris 1924
Competiu como representante de seu país nos Jogos Olímpicos de Verão de 1924 em Paris, conquistando a medalha de bronze na prova de perseguição por equipes, junto com Jean van den Bosch, Henri Hoevenaers e Léonard Daghelinckx. Na estrada individual foi o décimo sexto, sendo o quarto ciclista belga em atingir a meta, que o privou da medalha na prova por equipes, já que apenas os três primeiros conquistaram o reconhecimento.